# Lozanne
Lozanne is een gemeente in het Franse departement Rhône (regio Auvergne-Rhône-Alpes) en telt 2157 inwoners (1999). De plaats maakt deel uit van het arrondissement Villefranche-sur-Saône.

## Geografie
De oppervlakte van Lozanne bedraagt 5,5 km², de bevolkingsdichtheid is 392,2 inwoners per km².

## Verkeer en vervoer
In de gemeente ligt spoorwegstation Lozanne.
De onderstaande kaart toont de ligging van Lozanne met de belangrijkste infrastructuur en aangrenzende gemeenten.

## Demografie
Onderstaande figuur toont het verloop van het inwonertal (bron: INSEE-tellingen).